# Pleurothyrium cuneifolium
Pleurothyrium cuneifolium är en lagerväxtart som beskrevs av Christian Gottfried Daniel Nees von Esenbeck. Pleurothyrium cuneifolium ingår i släktet Pleurothyrium och familjen lagerväxter. Inga underarter finns listade i Catalogue of Life.